# Mecodema punctellum
Mecodema punctellum – gatunek drapieżnego, przypuszczalnie wymarłego chrząszcza z rodziny biegaczowatych. Stwierdzony wyłącznie na nowozelandzkiej wyspie Stephens Island.

## Charakterystyka
Mecodema punctellum był dużym, czarnym, nielatającym chrząszczem dorastającym do 38,5 mm długości i szerokim na 11,7 mm.

## Środowisko
Siedlisko w jakim występował chrząszcz nie zostało poznane, ale przyjmuje się, że były to mokre lasy, gdzie poszukiwał schronienia pod dużymi kłodami. Był drapieżnikiem, żywiącym się ślimakami.

## Wymarcie
Mecodema punctellum był ostatnio widziany w 1931; po braku stwierdzenia przy badaniach w latach 1961, 1971, 1974/5, 1976, 1981, 1990, 1996 na Stephens Island i w 1997 na sąsiedniej Wyspie d’Urville’a jest obecnie uważany za gatunek wymarły. Przyczyną jego wyginięcia było prawdopodobnie zniszczenie siedlisk, ponieważ po wycięciu lasu na wyspie Stephens Island nie pozostały żadne duże kłody.